# Aleksandr Milczakow
Aleksandr Iwanowicz Milczakow (ros. Александр Иванович Мильчаков, ur. 12 października 1903 w Wiatce, zm. 17 lipca 1973 w Moskwie) – radziecki działacz partyjny i komsomolski.

## Życiorys
Skończył 5 klas szkoły realnej w Wiatce, 1918 członek Socjalistycznego Związku Młodzieży Robotniczej, 1919 sekretarz permskiego gubernialnego komitetu Komsomołu, od 1919 członek RKP(b), 1919-1920 sekretarz Komitetu Miejskiego Komsomołu w Wierchnieuralsku. Od lutego do lipca 1920 sekretarz Syberyjskiego Biura KC Komsomołu, od lipca do listopada 1920 kierownik Wydziału Szkolnego KC Komsomołu, od listopada 1920 do lutego 1921 instruktor Wierchnieuralskiego Komitetu Powiatowego Komsomołu, od lutego do października 1921 ponownie sekretarz Syberyjskiego Biura KC Komsomołu, od 28 września 1921 do 16 stycznia 1931 członek KC Komsomołu. Od października 1921 do 1924 sekretarz Południowo-Wschodniego Biura KC Komsomołu, od lipca 1924 do 24 marca 1929 członek Biura KC Komsomołu, od października 1924 kierownik Wydziału Agitacji i Propagandy KC Komsomołu, potem kierownik Wydziału ds. Pracy na Wsi KC Komsomołu, 1925-1927 sekretarz KC Komsomołu. Od 1925 członek Prezydium Komitetu Wykonawczego Komunistycznej Międzynarodówki Młodzieży, od 31 grudnia 1925 do 26 stycznia 1934 członek Centralnej Komisji Kontrolnej WKP(b), 1927-1928 sekretarz generalny KC Komsomołu Ukrainy, od 29 listopada 1927 do 5 czerwca 1930 członek KC KP(b)U. Od 29 listopada 1927 do czerwca 1928 członek Biura Organizacyjnego KC KP(b)U, od 17 maja 1928 do 24 marca 1929 sekretarz generalny KC Komsomołu, 1930-1932 kierownik sektora budownictwa partyjnego KC WKP(b), zastępca kierownika Wydziału Organizacyjno-Instruktorskiego KC WKP(b). Od 1930 szef przedsiębiorstwa górniczego "Balejzołota", zastępca zarządcy Wszechzwiązkowego Zjednoczenia "Wostokzołoto", później do grudnia 1938 szef "Gławozołota".
21 grudnia 1938 aresztowany, potem skazany na 15 lat pozbawienia wolności i 5 lat utraty praw, karę odbywał w łagrach w Norylsku, potem w Magadanie, skąd w 1954 został zwolniony. Zrehabilitowany, 1954-1957 był szefem Zarządu Pracy Polityczno-Wychowawczej Głównego Zarządu Rezerw Robotniczych przy Radzie Ministrów ZSRR, następnie na emeryturze. Odznaczony Orderem Lenina i Orderem Czerwonego Sztandaru Pracy.